# Albert Vidalie
Albert Vidalie, né à Châtillon (Hauts-de-Seine) le 25 mai 1913 et mort dans le 14e arrondissement de Paris le 19 juin 1971, est un écrivain, scénariste et parolier français.

## Biographie
Il est le fils de Jeanne Deshayes, brocheuse, née à La Ville-du-Bois dans le Hurepoix et de Jean-Baptiste Vidalie, ouvrier imprimeur, né à Mauriac (Cantal). Il épouse en 1936, Madeleine Constantin avec qui il a trois filles, Colette (1937-2019), Danièle (1946-1948) et Isabelle (1951).
Dès l'âge de 12 ans il fait des petits métiers jusqu’à la guerre de 1939-1945 pendant laquelle il est prisonnier cinq ans à Neusalz sur Oder en Silésie.
Après la guerre, la Radiodiffusion française recherche des souvenirs et des poèmes de prisonniers. Il s'y présente et grâce à deux poèmes en langue argotique, il devient assistant de séries radiophoniques et y écrit des scénarios et adaptations mis en ondes.
Il travaille également par la suite comme journaliste au journal France-Dimanche.
Entre 1952 et 1968, il publie neuf romans et recueils de nouvelles.
Il fréquente Saint-Germain-des-Prés d’après-guerre, ses amis sont Roger Nimier, Kléber Haedens, Paul Guimard, et bien sûr Antoine Blondin, parrain de la cadette de ses filles. Il est également proche de Pierre Mac Orlan, de Jean Giono, de Georges Arnaud, etc.
Il écrit des spectacles de cabaret joués au club de la Rose Rouge, au théâtre La Bruyère, au cabaret de la fontaine des Quatre-Saisons, dirigé par Pierre Prévert, ainsi que des scénarios et dialogues pour le cinéma, adaptations ou textes originaux.
Il est parolier de chansons dont la plus connue est Les loups sont entrés dans Paris (la musique fut apportée à la chanson par Louis Bessières et elle fut chantée pour la première fois en 1967 par Serge Reggiani).
À la fin de sa vie il écrit deux scénarios de feuilletons pour la télévision dont le deuxième, Mandrin, sera diffusé après sa mort.
Albert Vidalie a habité Châtillon pendant ses vingt-trois premières années puis Fontenay-aux-Roses, ensuite dans le Luberon à Reillanne près de Manosque où vivait son ami Jean Giono, et a fini sa vie à Paris dans le 14e arrondissement. Il est inhumé au cimetière communal de Fontenay-aux-Roses (20e division).

« Albert Vidalie n'a pas été mis au monde pour fréquenter les bistrots mondains, mais pour vivre parmi des hommes construits par Dieu, c'est-à-dire francs ou perfides comme ceux qui sont toujours prêts à payer comptant. »

— Pierre Mac Orlan, préface des Bijoutiers du clair de lune, Ed. Club de la femme, 1954

### Romans et recueils de nouvelles
- C'était donc vrai (1952)
- Les Bijoutiers du clair de lune (1954) - Adapté au cinéma sous le titre éponyme par Roger Vadim en 1958
- La Bonne Ferte (1955), Prix des libraires
- Chandeleur l'artiste (1958) - rééd. Le Dilettante (2013)
- La Belle Française (1959)
- Cadet la Rose (1960)
- Le Pont des Arts (1961)
- Les Verdures de l'Ouest (1963)
- Les Hussards de la Sorgue (1968)
- L'Aimable-Julie, Monsieur Charlot et Consorts - Ed. Le Dilettante (2010)

### Théâtre
- 1949 : Saint Parapin d'Malakoff - Pièce d'Albert Vidalie, mise en scène Charles Bensoussan, décors de Klementieff, Théâtre de l'Œuvre, avec Jean Tielment, Denise Bailly, Charles Bensoussan, Chalosse, Jean Rocherot, Sylvie Pelayo, Brigitte Sabouraud, Josette Rateau, Colette Gambier, M. Valo[4].
- 1949 : Terror of Oklahoma, en collaboration avec Yves Robert et Louis Sapin
- 1953 : Les Images d'Epinal, mise en scène Jean-Pierre Grenier, Cabaret La Fontaine des 4 Saisons de Pierre Prévert avec Jean Rochefort
- 1954 : Vade Mecum d'Albert Vidalie et Louis Sapin, La Rose Rouge
- 1954 : Les Mystères de Paris d'Albert Vidalie d'après Eugène Sue, mise en scène Georges Vitaly, Théâtre La Bruyère
- 1955 : Les Petites Filles modèles d'Albert Vidalie et Louis Sapin, mise en scène Jean-Pierre Grenier, Cabaret La Fontaine des 4 Saisons
- 1956 : La Nuit romaine d'Albert Vidalie, mise en scène Marcelle Tassencourt, Théâtre Hébertot avec Roger Hanin

### Scénarios
- 1951 : Terreur en Oklahoma, court métrage réalisé par Paul Paviot, avec Michel Piccoli
- 1952 : Torticola contre Frankensberg, court métrage réalisé par Paul Paviot, avec Michel Piccoli
- 1952 : Chicago-digest, court métrage réalisé par Paul Paviot avec Daniel Gélin
- 1952 : Poil de carotte, réalisé par Paul Mesnier avec Raymond Souplex
- 1960 : Chien de pique, réalisé par Yves Allégret avec Eddie Constantine
- 1961 : Le Capitaine Fracasse (film, 1961) réalisé par Pierre Gaspard-Huit avec Jean Marais
- 1962 : Le Cousin de Callao, réalisé par Jackie Pierre avec Roger Hanin
- 1964 : La Mégère apprivoisée (Téléfilm - 1964), adaptation de la pièce de William Shakespeare, réalisée par Pierre Badel avec Bernard Noël et Rosy Varte.
- 1968 : Jean-Roch Coignet (Feuilleton télévisé en 7 épisodes - 1968, adaptation des Cahiers du capitaine Coignet, réalisé par Claude-Jean Bonnardot avec Henri Lambert
- 1970 : Mandrin (Feuilleton télévisé en 6 épisodes - 1972) réalisé par Philippe Fourastié avec Pierre Fabre.

### Chansons
- Il a écrit de nombreux textes en collaboration avec Jean Wiener pour la musique.
- Ses chansons ont notamment été interprétées par Serge Reggiani (Les loups sont entrés dans Paris, musique de Louis Bessières, La dame de Bordeaux, musique de Jacques Datin, Les affreux, musique de Louis Bessières),
- Monique Morelli (Chanson canaille, La Java mélancolique)
- Juliette Gréco (La Complainte de Sir Jack l'Éventreur, musique d'Yves Darriet, 1955)
- Germaine Montéro,
- Yves Montand (Actualités, musique de Stéphane Golman)
- Jacques Douai (La chanson de Jim)

## Souvenir
La figure d'Albert Vidalie est évoquée dans le roman d'Antoine Blondin, Monsieur Jadis ou l'École du soir.